# Graham Fraser (journaliste)
Pour les articles homonymes, voir Graham Fraser (homonymie) et Fraser.
Graham Fraser (né en 1946 à Ottawa) est un journaliste et écrivain canadien. Il est l'auteur de plusieurs livres, autant en anglais qu'en français, et est correspondant aux affaires nationales à Ottawa pour le Toronto Star ; il écrit également une chronique hebdomadaire pour ce quotidien. Il est également professeur adjoint de journalisme à l'Université Carleton. Fraser est un grand défenseur du bilinguisme canadien.

## Biographie
Fraser a fait ses études à l'Université de Toronto, où il obtient un baccalauréat (B.A.) en 1968 et une maîtrise (M.A.) en histoire en 1972. Durant sa carrière, il a également écrit pour le magazine Maclean's, ainsi que pour les quotidiens The Globe and Mail, The Montreal Gazette et Le Devoir.
Le 13 septembre 2006, le Premier ministre du Canada Stephen Harper propose la nomination de Graham Fraser au poste de commissaire aux langues officielles. Cette proposition a fait l'unanimité des partis de l'opposition, qui ont tous réagi très positivement à l'annonce.
En 2009, Fraser a créé le Prix d'excellence – Promotion de la dualité linguistique. Le prix est remis annuellement par le Commissariat aux langues officielles à une personne ou une organisation au Canada qui n'est pas assujettis à la Loi sur les langues officielles, mais dont le leadership a favorisé  le renforcement de la dualité linguistique au Canada ou à l’étranger, ou contribué au développement des communautés de langue officielle en situation minoritaire.

## Œuvres
- Fighting Back: Urban Renewal in Trefann Court (1972)
- PQ: René Lévesque and the Parti Québécois in Power (1984)
- Playing for Keeps: The Making of the Prime Minister, 1988 (1989)
- Vous m'intéressez: Chroniques (2001)
- Sorry, I Don't Speak French: Confronting the Canadian Crisis That Won't Go Away (2006)